# 1777
1777 (MDCCLXXVII) a fost un an obișnuit al calendarului gregorian, care a început într-o zi de marți.

## Evenimente
- 11 septembrie: Bătălia de la Brandywine. Bătălie din timpul Revoluției Americane purtată între armata americană condusă de generalul George Washington și armata britanică condusă de generalul William Howe, încheiată cu victoria britanicilor.
- 19 septembrie-7 octombrie: Bătălia de la Saratoga, purtată între coloniștii americani și trupele britanice. Victoria a aparținut coloniștilor, această bătălie fiind una dintre cele mai[formulare evazivă] importante din cadrul Războiului de Independență American.

## Nașteri
- 30 aprilie: Carl Friedrich Gauss, matematician, astronom, fizician german (d. 1855)
- 28 iulie: Wilhelm al II-lea, Elector de Hesse (d. 1847)
- 14 august: Hans Christian Oersted, fizician si chimist danez (d. 1851)
- 14 octombrie: Costache Conachi, poet român (d. 1849)
- 8 noiembrie: Désirée Clary, regină a Suediei (d. 1860)

## Decese
- 24 februarie: Iosif I al Portugaliei, 62 ani (n. 1714)
- 21 decembrie: Anton Cajetan Adlgasser, 48 ani, compozitor și organist german (n. 1729)